# Михидра
Михи́дра (Міхи́дра) — річка в Україні, в межах Вижницького і Сторожинецького районів Чернівецької області. Ліва притока Серету (басейн Дунаю).

## Опис
Довжина 32 км, площа водозбірного басейну 168 км². Похил річки 3 м/км. Річка рівнинного типу — з порівняно широкою та неглибокою долиною; лише у верхів'ях має ознаки гірської річки. Річище слабозвивисте.

## Розташування
Михидра бере початок між горами північно-східних відрогів Покутсько-Буковинських Карпат, біля села Багна. Протікає передгірною долиною, яка відділяє Покутсько-Буковинські Карпати від Чернівецької височини. Тече переважно на схід. Впадає до Серету на південь від центральної частини села Нова Жадова.
Основні притоки: Солонець, Славець (праві); Миходерка (ліва).